# Philippe-Auguste Hennequin

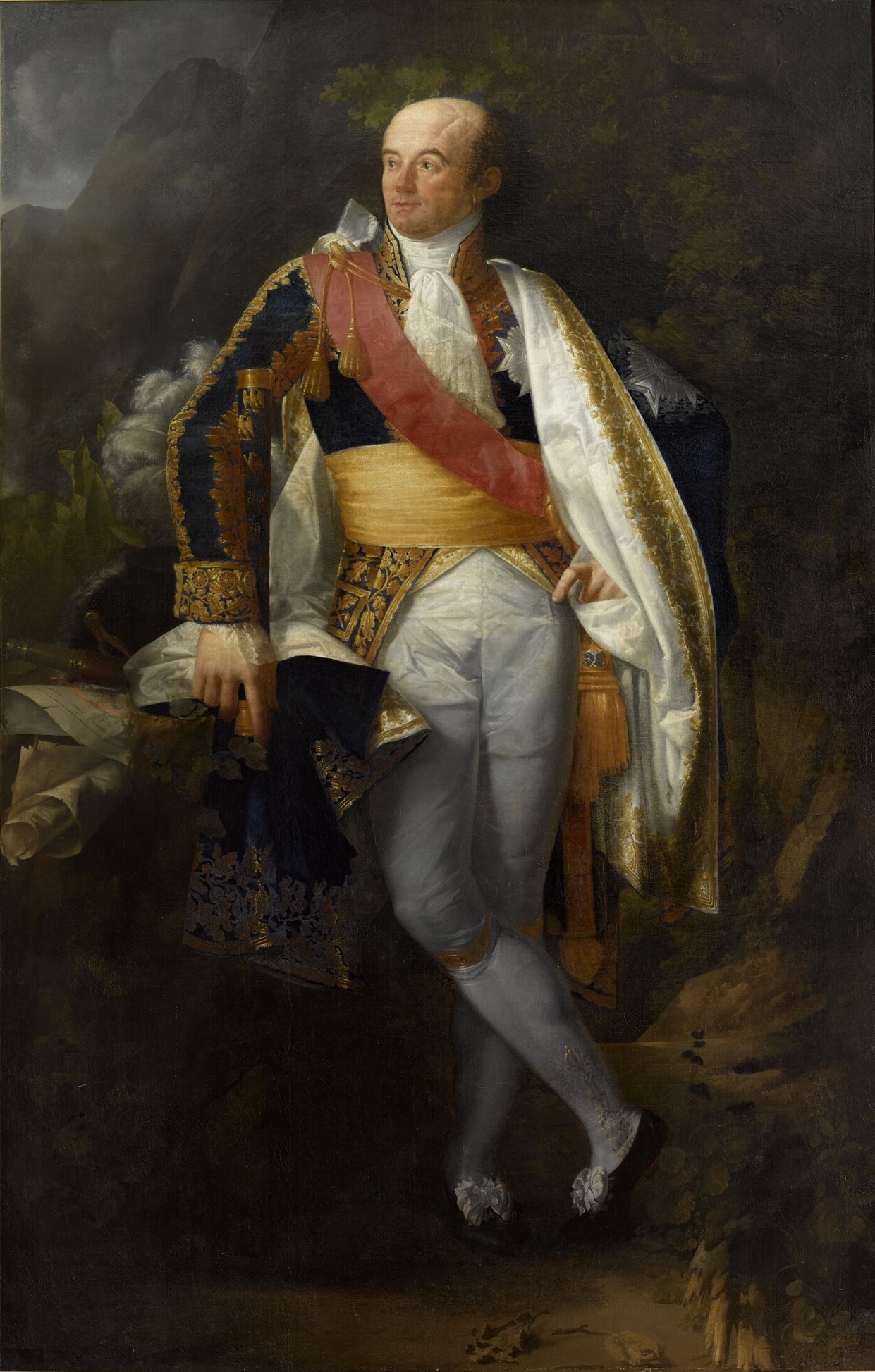
Philippe-Auguste Hennequin, Dominique-Catherine Pérignon, Maresciallo di Francia, 1° quarto del XIX secolo, olio su tela. Reggia di Versailles

Philippe-Auguste Hennequin (Lione, 10 agosto 1762 – Leuze-en-Hainaut, 12 maggio 1833) è stato un pittore francese specializzato in pittura storica e ritratto.

## Biografia
Allievo del pittore svedese Per Eberhard Cogell (1734-1812) a Lione, quindi a Parigi allievo di  David, si recò poi a Roma grazie ad un mecenate inglese, ma fu costretto a lasciare la città a causa delle rivolte anti francesi del 1793. Sotto il primo Impero francese dipinse un'ampia produzione di opere storiche, come Conferimento della Légion d'Honneur a Napoleone Bonaparte per l'invasione dell'Inghilterra (1806), La battaglia delle Piramidi (1806) e il dipinto 4x6 metri Il Trionfo del popolo francese il 10 agosto (che nel 1799, vinse il primo premio al Salone di Parigi e poi venne tagliato e suddiviso tra i musei di Rouen, Angers, Le Mans e Caen nel 1820. Sotto la Restaurazione francese, fece ritorno dall'esilio autoimpostosi in Belgio, dove era stato direttore dell'Accademia di Tournai, sebbene in seguito morì in povertà. Molti dei suoi disegni sono conservati al museo di belle arti di Lione.